# Licor 43

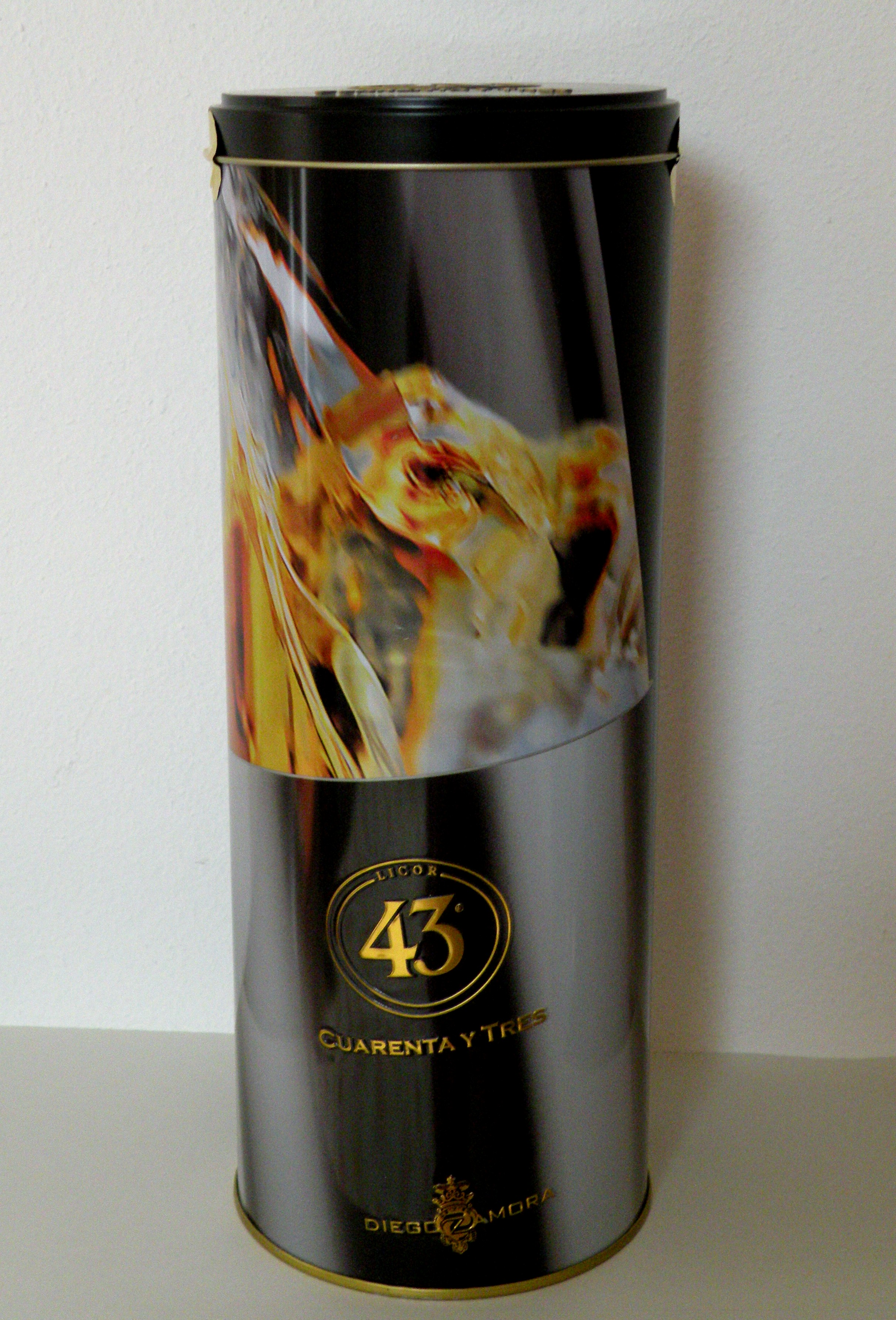
43 in blik (cadeauverpakking, 0,7 liter)

Licor 43 (ook wel Cuarenta y Tres of Licor Cuarenta y Tres) is een zoete Spaanse likeur met een duidelijke vanillesmaak. Ze wordt sinds 1946 door Diego Zamorra S.A. in Cartagena gemaakt. Dit zou volgens een recept uit de 18e eeuw gebeuren. Export vindt plaats naar meer dan 60 landen, waarmee Licor 43 een van de bekendste Spaanse likeuren is.
Licor 43 heeft haar naam te danken aan de 43 natuurlijke ingrediënten die de likeur rijk is. Onder deze ingrediënten bevinden zich onder andere sap van citrus- en andere vruchten, en extracten van aromatische planten. De likeur kan puur worden gedronken (al dan niet met ijs) en in of bij de koffie/thee (bijvoorbeeld in een barraquito). Daarnaast zijn vele longdrinks bekend, bijvoorbeeld met vruchtensappen zoals sinaasappelsap, cola of met melk.
Licor 43 heeft een alcoholpercentage van 31% en is verkrijgbaar in flessen van 350 ml, 700 ml en 1 liter alsook een miniatuurflesje van 50 milliliter.

## Trivia
Licor 43 zou afstammen van een drank die al bij het begin van onze jaartelling in de buurt van Cartagena werd gemaakt, genaamd Liquor Mirabilis. De Romeinse bezetter wilde Liquor Mirabilis aanvankelijk verbieden, maar het bleek een zo diepgewortelde traditie onder de plaatselijke bevolking dat het uiteindelijk naar alle uithoeken van het Romeinse Rijk werd geëxporteerd.